# Ninon de Lenclos
Anne «Ninon» de l'Enclos, também chamada Ninon de Lenclos ou Ninon de Lanclos (Paris, 10 de novembro de 1620 – Paris, 17 de outubro de 1705) foi uma cortesã, escritora e patrona de artes.

## Aspectos interessantes de sua vida
Anne, conhecida como Ninon de Lenclos, era uma mulher de letras, influenciada pelas ideias epicuristas, que conhecia o italiano e o espanhol e era versada em ciências. Criança prodígio no alaúde, que citava Montaigne e os grandes autores clássicos, percorreu, levada por sua mãe, os salões, onde fazia sensação. Mais tarde, aprendeu a tocar o cravo.
A bela Ninon colecionou, durante toda a vida, uma infinidade de amantes, ao ponto de ser chamada mais tarde por Walpole de «Nossa Senhora dos Amores». Teve filhos, entre os quais destaca-se o Cavaleiro Louis de la Boissière, que se tornará um brilhante oficial da marinha, fruto de seu relacionamento com Louis de Mornay, Marquês de Villarceaux e íntimo do Rei Luís XIV de França. Ela vivera esta paixão com o marquês durante três anos, nos domínios de Villarceaux, na comuna de Chaussy (Val d'Oise). Próxima a Molière, ela corrige, a pedido do autor, a primeira versão da peça Tartufo, encenada pela primeira vez em 1664.
Em sua primeira viagem a Paris, a Rainha Cristina da Suécia concede apenas um encontro privado e é a Ninon, de quem tem a mais elevada opinião. Grande amante da sabedoria, Luís XIV procurava muitas vezes saber, através de intermediários, as opiniões de Ninon.
No dia de seus 77 anos, Ninon teve uma aventura com o Abade de Châteauneuf. Nesta mesma época, ela encara outra ligação com o cônego Nicolas Gédoyn. Alguns meses antes de sua morte, com quase 90 anos, Ninon se faz apresentar ao jovem Arouet (Voltaire), então com cerca de 13 anos e educado no Colégio Jesuíta Lycée Louis-le-Grand de Paris. Em seu testamento, ela lhe lega 2000 libras (o equivalente a 7800 € em 2008) para que ele possa comprar livros.

## O salão de Ninon

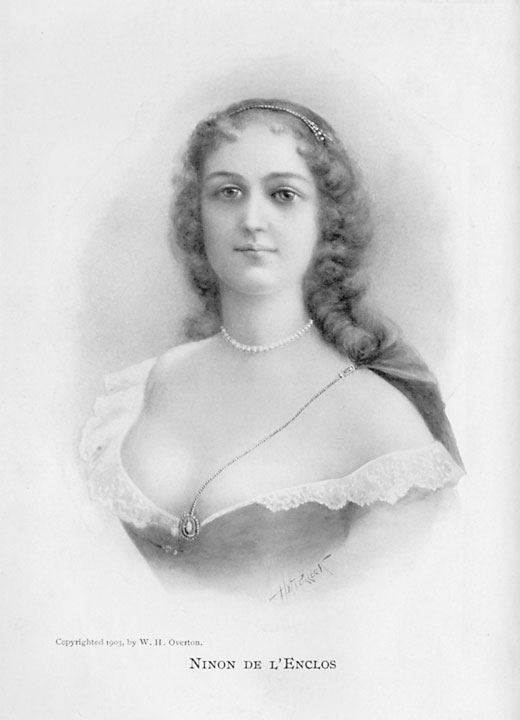
Ninon de Lenclos

Ninon manteve um salão literário desde 1667 no Hôtel de Sagonne, n.º 36 da Rua des Tournelles em Paris. Seus célebres "das Cinco às Nove" tinham lugar diariamente. Ninon de Lenclos era o símbolo da mulher culta e independente, rainha dos salões parisienses, mulher de espírito e de coração, representante da evolução dos costumes dos séculos XVII e XVIII na França e precursora da mulher livre e independente.
Entre seus convidados, figuram muitos homens:
- Fontenelle
- François de La Rochefoucauld
- Charles de Saint-Évremond
- Paul Scarron
- Jean-Baptiste Lully
- Jean de La Fontaine
- Louis de Lesclache
- Philippe d'Orléans, futuro regente da França
- d'Elbène
- Antoine Godeau
- Antoine Gombaud, Cavaleiro de Méré
- Louis de Rouvroy, Duque de Saint-Simon, famoso autor de Memórias
- Roger de Rabutin, Conde de Bussy
- Jules de Clérambault
- Damien Mitton
- o Abade François de Châteauneuf
- Félix-Juvenel de Carlincas
- Huygens
- François Le Métel de Boisrobert
- Charles Perrault
- o poeta Chapelle
- Jean Ogier de Gombauld
- o Abade de Pons
- Louis de Mornay, Marquês de Villarceaux
- César Phœbus d'Albret
- Jean Hérault de Gourville
- o pintor Nicolas Mignard (de quem foi modelo)
- Charleval, filho de Madame de Longueville
- Jean Racine (e sua amante la Champmeslé)
- François III Dusson, Senhor de Bonrepaus e Comissário da Marinha
- Nicolas Boileau, conhecido como Boileau Despréaux
- Luís II de Bourbon-Condé.
- Molière.

E também muitas mulheres:
- Catherine de Vivonne
- Marguerite de la Sablière
- Madame de Galins
- Isabel Carlota da Baviera
- Henriette de Coligny, Condessa de la Suze
- Marie Desmares, conhecida como la Champmeslé, escritora de tragédias reputada e amante de Racine
- sua parenta e amiga Françoise d'Aubigné, futura Madame de Maintenon.
- Lady Montagu a quem chamava Madame Sandwich e de quem dirá: «Ela deu-me mil prazeres, pela felicidade que eu tinha em agradá-la. Eu não acreditava que, em meu declínio, pudesse ser apropriada para uma mulher de sua idade. Ela possui mais espírito que todas as mulheres da França, e mais mérito verdadeiro.»

## Sua obra
Conhecem-se muitas de suas coleções de cartas. Dentre elas:
- Cartas de Ninon de L'Enclos ao Marquês de Sévigné, coletadas por Damours, 1750, Edições Francois Joly.
- Cartas de Ninon de L'Enclos ao Marquês de Sévigné, coletadas por Crébillon Fils, ed. François Joly, Amsterdam, 1750.[5]
- Biblioteca Epistolar, ou Coletânea das Mais Belas Cartas das Mulheres Mais Célebres do Século de Luís XIV. Cartas de Ninon de l'Enclos, de Mme de Maintenon, des Ursins, de Caylus, etc., recolhidas por A. Delanoue.
- Em 1659, na "La Coquette Vengée" ("A Elegante Vingada"), ela responde a diversos ataques a sua pessoa. Ela defende aí, como mulher de letras, a possibilidade de uma vida boa e moral na ausência da ostentação religiosa. Também declara aí, com algum humor : « é preciso bem mais talento para fazer amor que para comandar exércitos  » e « devemos prestar atenção ao montante de nossas provisões, mas não ao de nossos prazeres ; estes devem ser recolhidos dia após dia. »

## Diversos
Muitas peças teatrais tomaram Ninon l'Enclos como tema:
- Ninon de l'Enclos, comédia histórica em um ato, misturada com vaudevilles por Henrion, Armand Henri Ragueneau de la Chainaye. Editor Mad. Cavanagh, Paris, Ano XII [i.e. 1804].
- o grande Huyghens, que figura entre seus amantes, compôs alguns versos em sua homenagem :

Elle a cinq instruments dont je suis amoureux :
Les deux premiers, ses mains ; les deux autres, ses yeux ;
Pour le plus beau de tous, le cinquième qui reste,
Il faut être fringant et leste.
- Eugène de Mirecourt redigiu em 1857 um romance intitulado "Memórias de Ninon de Lenclos".
- o desenhista francês de histórias em quadrinhos Patrick Cothias fez de Ninon um personagem recorrente de seu universo (séries "Les Sept vies de l'épervier", "Masquerouge", "Le Fou du Roy" e ainda "Ninon secrète") onde faz dela uma aventureira e espiã.